# Usmonxoʻja Poʻlatxoʻjayev
Usmon Xoʻja
Usmonxoʻja Poʻlatxoʻjayev, aussi appelé Usmon Xoʻja, Usmon Xoʻjayev, Usmonxoʻja Poʻlotxoʻjayev, Osman Khoja Zoda ou Osman Khoja Kocaoğlu, (né en 1878 dans le district d'Och et mort le 28 juillet 1968 à Istanbul) est un homme politique et figure révolutionnaire boukhariote. Premier président du Comité central de la république soviétique populaire de Boukhara, il fuit par la suite la république soviétique à la suite des événements de Douchanbé où il crée une révolte contre l'armée rouge. Cette action lui vaut la caractérisation de traite lors de la période soviétique.

## Biographie
Fils de Poʻlat Xoʻja et Fatma Ayim, il grandit à Och puis à Boukhara. Son éducation l'amène à Istanbul en 1909 où il côtoie Abdurrauf Fitrat. Il étudie alors le mouvement jadidiste et entreprend à le diffuser à Boukhara où il retourne en 1913. Il se fait alors appeler Osman Khoja Zoda. Cette éducation influence entre autres son cousin Fayzulla Xoʻjayev. À la suite de la révolution d'Octobre, il fait partie de la faction des Jeunes Boukhariotes opposée aux Bolcheviks avec entre autres Apdulhay Aripov. À la suite de l'abolition de la monarchie, il est nommé ministre des finances le 29 août 1920 alors que Fayzulla Xoʻjayev dirige le conseil des ministres et Mirzo Abduqodir Muhiddinov devient chef d'état. Lors du second congrès des Jeunes Boukhariotes, il est élu comme président du Comité central de la république soviétique populaire de Boukhara. Il fait alors un discours déclarant son intention de maintenir l'indépendance de Boukhara face à Moscou. Le 9 décembre 1921, il prend d’assaut une barricade russe à Douchanbé et en fait prisonnier le personnel incluant des généraux russes et l'ambassadeur russe. Il demande alors au pouvoir russe de se retirer du territoire boukhariote. Ces troupes doivent cependant se retirer face à la contre-offensive russe. Cette action est connue sous le nom des événements de Douchanbé. Lors de l'échec de son insurrection à Douchanbé, il fuit vers l'Émirat d'Afghanistan. Il s'agit de la première défection majeure dans l’exécutif de la république soviétique populaire de Boukhara. Cette défection coïncide avec la création du beylicat de Mastchoh par Sayyid Ahmad-xoʻja Ovliyoxoʻja Eshon oʻgʻli. Il quitte officiellement ses fonctions le 10 avril 1922. Cependant, il continue par la suite d'utiliser le titre de président de Boukhara lorsqu'il cherche à obtenir le soutien afghan. En septembre 1923, il quitte Kaboul pour Istanbul. Il change fréquemment de pays par la suite puisqu'il réside en Pologne, en Iran et au Pakistan. Il meurt cependant à Istanbul le 28 juillet 1968 lors de sa quatrième résidence en Turquie.